# Мозиль, Олег Юрьевич
Оле́г Ю́рьевич Мо́зиль (укр. Олег Юрійович Мозіль; род. 7 апреля 1996, Львов) — украинский футболист, вратарь клуба «Металлист 1925».

## Игровая карьера

### Клубная
В ДЮФЛУ выступал за львовские «Карпаты», пока в 2013 году не подписал свой первый профессиональный контракт с главной командой «зеленых львов». Однако играл только в составе юношеской (U-19) и молодежной (U-21) команд «Карпат», за которые в 2013—2016 годах отыграл 52 поединка, пропустив 56 мячей. 1 марта 2017 на условиях аренды из львовского клуба пополнил состав черновицкой «Буковины», в которой выступал до завершения сезона 2016/17. За «буковинцев» дебютировал в первой украинской лиге 19 марта того же года, отстояв «на ноль» в матче против краматорского «Авангарда». В их составе провел 15 официальных матчей, также в апреле месяце два тура подряд признавался лучшим молодым игроком первой лиги Украины.
В первой половине сезона 2017/18 по возвращении из аренды сыграл 9 поединков за «Карпаты U-21» в молодежном первенстве. В начале марта 2018 на правах аренды из «Карпат» перешел в состав «Львова». За этот клуб дебютировал 1 апреля того же года в матче второй лиги против тернопольской «Нивы», который завершился победой его команды (2:0). В этой команде выступал до завершения сезона 2017/18. После чего получил статус свободного агента и в июле 2018 стал игроком житомирского «Полесья». Дебютировал за «житомирян» 18 июля в матче кубка Украины против «ЛНЗ». В сезоне 2019/20 вместе с командой завоевал путевку в первую лигу, став серебряным призером второй украинской лиги.
В июне 2020 подписал контракт с перволиговым клубом «Агробизнес», за который выступал до полномасштабного российского вторжения в Украину (2022). За этот период провел 57 официальных матчей во всех турнирах. 9 августа 2022 года стал игроком харьковского «Металлиста 1925», за который дебютировал 23 числа того же месяца в матче 1-го тура Украинской премьер-лиги против донецкого «Шахтёра» (0:0) — этот же матч стал и дебютным для него в рамках высшего дивизиона. По завершении сезона 2022/23 (по версии Wyscout) был признан лучшим вратарём лиги.

### В сборной
В течение 2013—2015 годов под руководством Александра Головка выступал за юношескую сборную (U-18) и (U-19), проведя в общей сложности 10 матчей. Участник юношеского чемпионата Европы 2015.

## Достижения
«Полесье» (Житомир)
- Серебряный призёр Второй лиги Украины: 2019/20

«Агробизнес» (Волочиск)
- Полуфиналист Кубка Украины: 2020/21